# Abraham Cowley
Abraham Cowley (Londres, 1618 - Chertsey, 28 de julio de 1667) es uno de los poetas metafísicos ingleses del siglo XVII.
Expatriado por monárquico, vivió fuera de Inglaterra hasta 1656.
Compuso poesías líricas de carácter intimista, amatorias y anacreónticas. A los diez años (1628) compuso Tragicall History of Piramus and Thisbe (Trágica historia de Píramo y Tisbe, un romance épico de su propia invención. En 1633 publicó un volumen titulado Poetical Blossoms (Flores poéticas). A los dieciséis, Flores Poéticas. A finales de los treinta escribió su poema bíblico épico sobre la historia del rey David, con un libro en latín original, y el resto en una versión inglesa de cuatro libros, titulado Davideis, que publicó mucho más tarde.

## Biografía
Desde niño disfrutaba la lectura, su libro favorito era La reina de las hadas. Cuando tenía diez años compuso Tragicall Historie of Piramus and Thisbe, un romance épico, lo que es una hazaña de precocidad. A los trece años escribió un poema aún más ambicioso Elegía a la muerte de Dudley, Lord Carlton. Esto le ganó popularidad desde que tenía quince años. 
En 1637 ingresó en Cambridge, aunque su vida académica fue interrumpida por la Guerra Civil de 1642. En ese momento, se unió al bando monárquico. Llegó a ganarse la confianza de la familia real, por lo que después de la batalla de Marston Moor, siguió a la reina a París, donde estuvo en el exilio durante una docena de años. Durante este tiempo, fue una persona indispensable en la escritura y decodificación de las cartas de amor entre la reina y el rey, labor que realizó con integridad y secrecía. 
La restauración de la corona lo trajo de vuelta a su patria en el séquito de Carlos. Entonces obtuvo permiso para retirarse al campo, y pasó sus últimos años en su propiedad en Chertsey, dedicado a la botánica y las letras. Fue sepultado en la Abadía de Westminster.
Le sobrevive una larga producción literaria que se compone de poemas, (muchos de ellos amorosos), odas, sátiras, obras de teatro, recopilaciones de sus ensayos y escritos. 